# Przejście graniczne Zubki Białostockie-Bierestowica
Przejście graniczne Zubki Białostockie-Bierestowica – polsko-białoruskie kolejowe przejście graniczne położone w województwie podlaskim, w powiecie białostockim, w gminie Gródek, w miejscowości Zubki.

## Opis
Przejście graniczne Zubki Białostockie-Bierestowica powstało dzięki umowie między Rządem Rzeczypospolitej Polskiej a Rządem Republiki Białoruskiej. Czynne przez całą dobę. Dopuszczony jest ruch środków transportowych i przewóz towarów bez względu na przynależność państwową. Kontrolę graniczną i celną osób, towarów i środków transportu wykonywała Placówka Straży Granicznej w Bobrownikach. 
Od 15 marca 2020 roku na mocy Rozporządzenia Ministra Spraw Wewnętrznych i Administracji w przejściu granicznym ruch graniczny jest zawieszony.

### Przejście graniczne polsko-radzieckie
W okresie istnienia Związku Radzieckiego funkcjonowało w tym miejscu polsko-radzieckie kolejowe przejście graniczne Zubki Białostockie. Dopuszczony był ruch towarowy. Kontrolę graniczną i celną osób, towarów i środków transportu wykonywała Graniczna Placówka Kontrolna Zubki.

## Galeria

Przejście graniczne Zubki Białostockie-Bierestowica
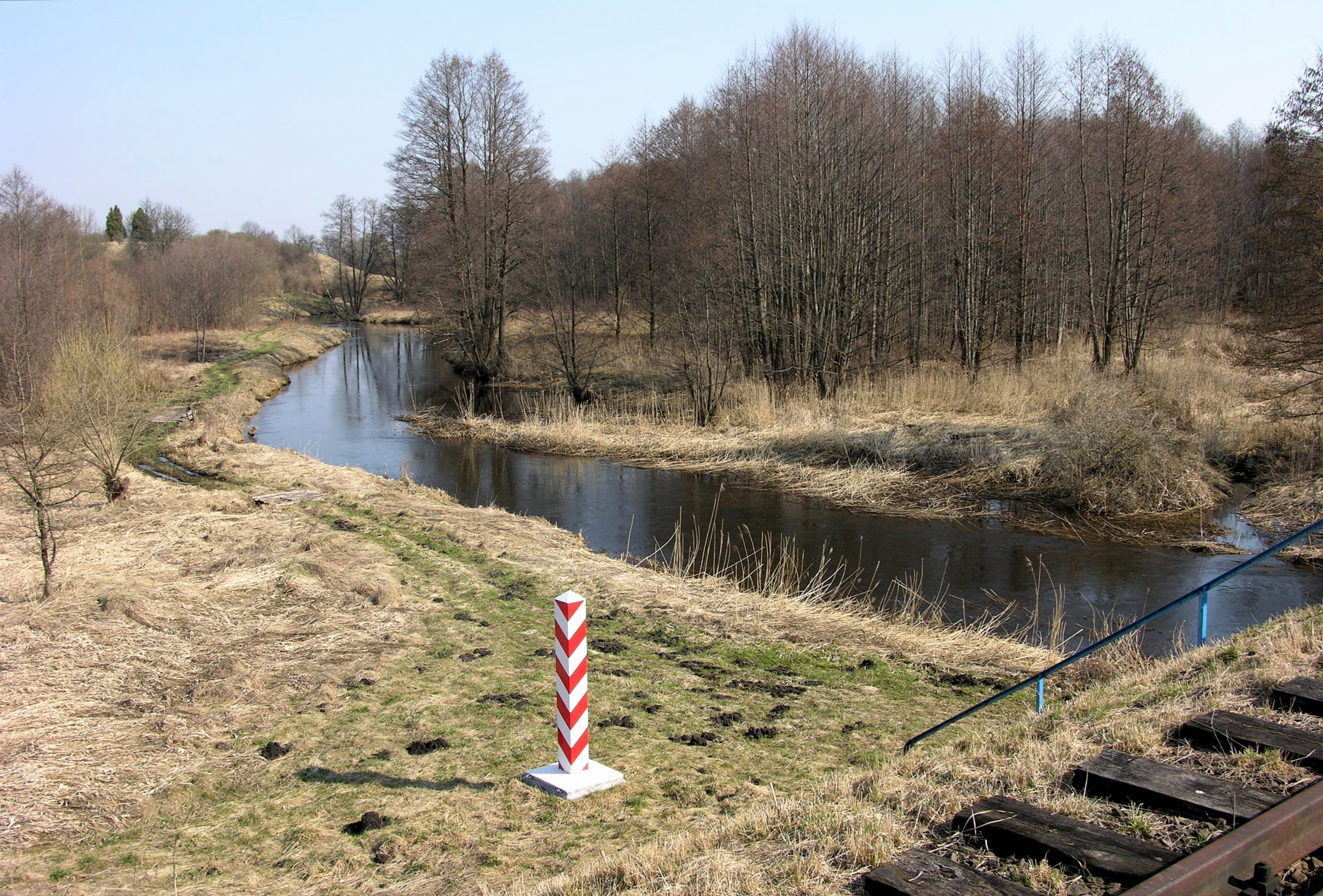
Widok od strony polskiej (kwiecień 2010)
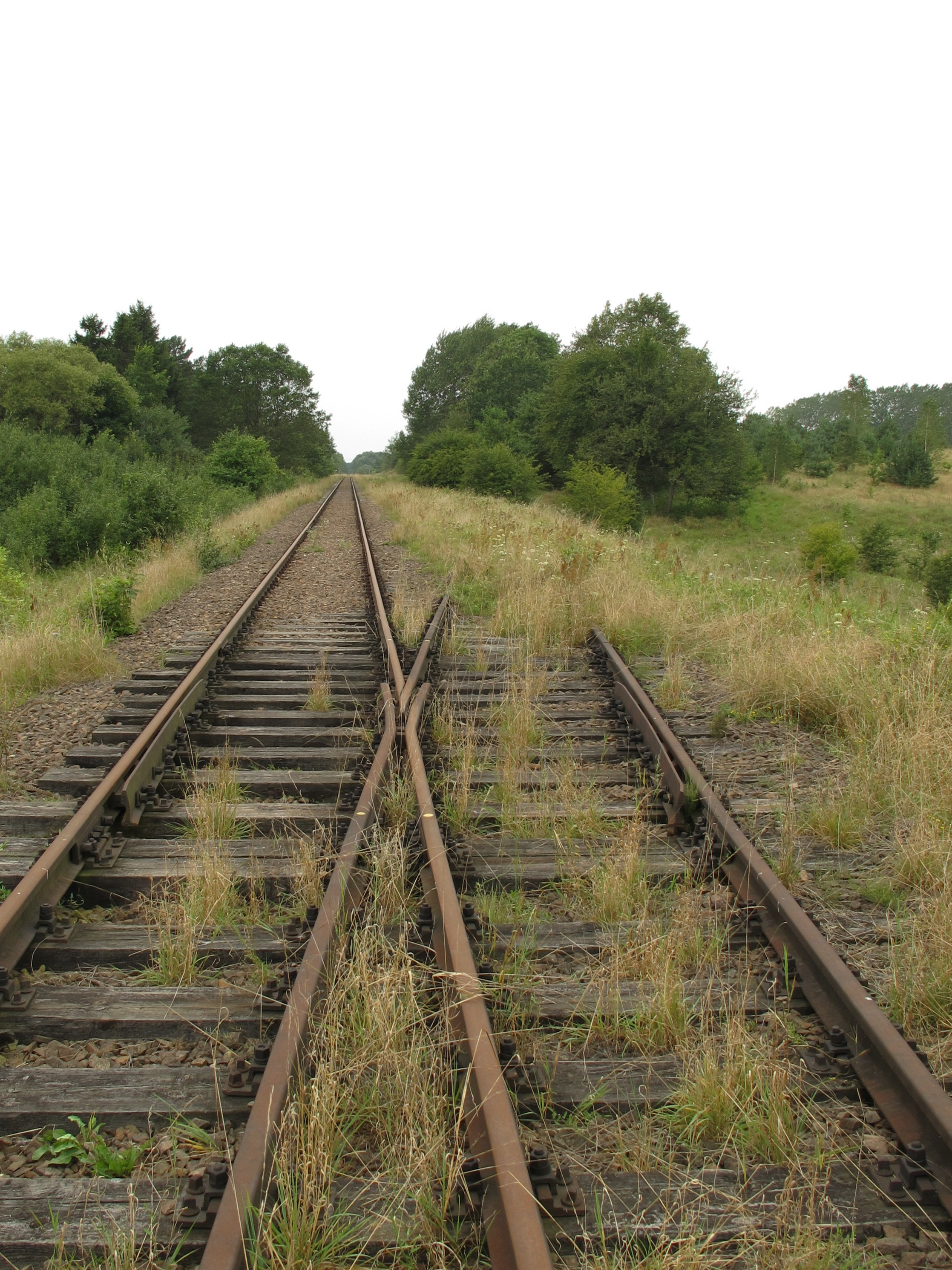
Rozjazd między liniami kolejowymi nr 37 i 58 przy przejściu granicznym, widok w kierunku stacji Zubki Białostockie (sierpień 2010)